# Michel Devoret
Michel Devoret, né le 5 mars 1953 à Paris, est un physicien français et professeur de physique appliquée à l'université Yale. Il occupe également un poste de directeur au laboratoire de nanofabrication en physique appliquée à Yale. Il est connu pour ses travaux pionniers sur les circuits quantiques Josephson ainsi que pour ses contributions novatrices au domaine de l’électrodynamique quantique des circuits. Il est membre de l'Académie des sciences. 

## Biographie
Physicien, il a obtenu à l’université d’Orsay un diplôme d'études approfondies (DEA) d’optique quantique, suivi d’une thèse de 3e cycle en physique atomique et moléculaire, puis d’une thèse de doctorat d’État en physique de la matière condensée. Au cours d’un séjour postdoctoral à Berkeley (USA) en 1982-1984 dans le laboratoire du professeur John Clarke, il a mesuré pour la première fois les niveaux quantiques macroscopiques d’une jonction Josephson, avec John Martinis, alors étudiant en thèse. De retour en France, il a fondé avec Daniel Estève et Cristian Urbina le groupe Quantronique au laboratoire de l’Orme des Merisiers (CEA-Saclay). Les principaux résultats de ce groupe sont l’invention de la pompe à électrons, l’observation directe de la charge des paires de Cooper et la réalisation d’un bit quantique supraconducteur, baptisé Quantronium. Michel Devoret a été professeur de la chaire de physique mésoscopique au Collège de France de 2007 à 2012. Il est, depuis 2002, professeur à l’université Yale (USA) où son groupe de recherche, en collaboration avec ceux de Rob Schoelkopf, Steve Girvin et Leonid Glazman, est à l’origine de plusieurs circuits quantiques supraconducteurs qui sont actuellement des briques de base du traitement de l’information quantique : les amplificateurs ultra-bas-bruit fonctionnant à la limite quantique et les atomes artificiels comme le transmon et le fluxonium. Les recherches actuelles du laboratoire de Michel Devoret à Yale portent sur la correction des erreurs quantiques et la physique statistique des systèmes ouverts. Il est passionné depuis le début de sa carrière par les fondements de la mécanique quantique, auxquels il a contribué récemment par une expérience dans laquelle des sauts quantiques sont arrêtés puis inversés.

## Travaux scientifiques
Ses recherches portent sur la physique expérimentale à l'état solide et la physique de la matière condensée, avec un accent particulier mis sur l'électrodynamique quantique des circuits et sur un domaine que lui et ses collègues ont initié, appelé "quantronics", l'étude de certains effets électroniques mésoscopiques dans lesquels des degrés de liberté collectifs, tels que les courants et les tensions électriques se comportent de manière quantique. En outre, son groupe mène des recherches sur des dispositifs à une seule paire de Cooper pour des domaines tels que le calcul quantique et la métrologie, et étudie l'amplification, l'information et le bruit dans les systèmes mésoscopiques . 
Son travail en association avec des expérimentateurs renommés tels que Rob Schoelkopf, Steven Girvin et Irfan Siddiqi a permis d’apporter des informations précieuses sur l’informatique quantique et sur le développement d’un nouveau paradigme de QED de circuit utilisant des circuits électriques supraconducteurs. Son travail récent, en association avec un collègue, A. Marblestone, a montré une amélioration quantique exponentielle des canaux de communication à la suite d'un enchevêtrement. 
En plus de nombreuses récompenses, il a reçu le prix John Bell (partagé avec Rob Schoelkopf) en 2013 pour ses « avancées expérimentales fondamentales et novatrices dans l’intrication de qubits supraconducteurs et de photons à micro-ondes et leur application au traitement de l’information quantique ».

## Honneurs et Distinctions
- Prix Comstock de physique, avec Robert J. Schoelkopf (en), 2024[6]
- Olli V. Lousnaasma Memorial Prize, 2016
- Prix commémoratif Fritz London, 2014
- Prix John Stewart Bell (partagé avec Robert Schoelkopf), 2013
- Membre élu, Académie française des sciences, 2007[3]
- Professeur au Collège de France, 2007-2012
- Prix Europhysics-Agilent (Société européenne de physique), (avec Daniel Estève, Hans Mooij et Yasunobu Nakamura) 2004
- Membre élu de l'Académie américaine des arts et des sciences, 2003
- Prix Descartes-Huygens, Académie royale des sciences, Pays-Bas, 1996
- Prix Ampère, Académie sciences, 1991
- Prix de la Couronne française, 1970
- Chevalier de la Légion d'honneur

## Vie privée
Michel Devoret est marié à Marie-Hélène Girard, ancienne élève de l’École Normale Supérieure et spécialiste de la critique d’art de Théophile Gautier. Ils ont deux enfants, Olivier et Anne Devoret. 

## Publications
- MH Devoret et RJ Schoelkopf, Circuits supraconducteurs pour l'information quantique: une perspective, Science 339, 1169-1174 (2013).
- B. Abdo, K. Sliwa, N. Bergeal, M. Hatridge, L. Frunzio, AD Stone, MH Devoret, Conversion de fréquence entièrement cohérente entre deux modes de propagation par micro-ondes, Phys. Tour. Lett. 110, 173902 (2013).
- K. Geerlings, Z. Leghtas, MI Pop, S. Shankar, L. Frunzio, RJ Schoelkopf, M. Mirrahimi, MH Devoret, illustrant un protocole de réinitialisation motivée pour un Qubit supraconducteur, Phys. Tour. Lett. 110 120501 (2013).
- M. Hatridge et S. Shankar, M. Mirrahimi, F. Schackert, K. Geerlings, T. Brecht, KM Sliwa, B. Abdo, L. Frunzio, SM Girvin, RJ Schoelkopf, MH Devoret, Quantum Back-Action de Variable Mesure de la résistance, Science 339, 178-181 (2013).
- A. Kamal, J. Clarke, MH Devoret, Non-réciprocité sans bruit dans un dispositif actif paramétrique, Nature Physics 7 (4), 311-315 (2011).
- N. Bergeal, F. Schackert, M. Metcalfe, L. Frunzio, D. Prober, RJ Schoelkopf, SM Girvin et MH Devoret, Amplification préservant la phase près de la limite quantique avec un modulateur en anneau de Josephson, Nature 465, 64-70 (2010).
- N. Bergeal, R. Vijay, VE Manucharyan, I. Siddiqi, RJ Schoelkopf, SM Girvin, MH Devoret, Traitement de l'information analogique à la limite quantique avec un modulateur en anneau de Josephson, Nature Physics 6, 296-302 (2010).
- VE Manucharyan, Jens Koch, L. Glazman, MH Devoret, Compensations gratuites des circuits à paire simple, Science 326, 113-116 (2009).
- M. Metcalfe, E. Boaknin, VE Manucharyan, R. Vijay, I. Siddiqi, C. Rigetti, L. Frunzio, RJ Schoelkopf et MH Devoret, Mesure de la décohérence d'un qubit de quantronium avec l'amplificateur de bifurcation à cavité, Phys. Tour. B76, 014524 (2007)
- M. Devoret et A. Roy, Introduction à l'amplification paramétrique de signaux quantiques à circuits quantiques limités de Quantum, cond-mat arXiv: 1605.00539, Mai 2016